# Öztürk Emiroğlu
Öztürk Emiroğlu (ur. 14 stycznia 1965 w Ardahanie) – turecki literaturoznawca, doktor habilitowany, od 1997 wykładowca w Zakładzie Turkologii i Ludów Azji Środkowej Wydziału Orientalistycznego Uniwersytetu Warszawskiego.
Absolwent Uniwersytetu w Ankarze. Jego praca doktorska, zatytułowana Cumhuriyet Dönemi Türk Edebiyatında Hisar Topluluğu, dotyczyła grupy poetyckiej Hisar; obronił ją w 1998 na Uniwersytecie Ankarskim, gdzie mu nadano stopień naukowy doktora w zakresie literaturoznawstwa (stopień ten w 2001 Rada Wydziału Neofilologii UW uznała za równorzędny ze stopniem naukowym doktora nauk humanistycznych w zakresie literaturoznawstwa nadawanym w RP). Öztürk Emiroğlu zajmował się także badaniem literatury dziecięcej w Turcji i w Polsce oraz związków periodyków z literaturą w Turcji.
Jego zainteresowania naukowe oscylują wokół tematów: tradycja i nowoczesność w literaturze tureckiej okresu 1718–1895, współczesna literatura turecka, polsko-tureckie stosunki kulturalne, dzieje badań turkologicznych w świecie i w Polsce, literatura dla dzieci w Polsce i w Turcji, stosunki między literaturą a polityką. Najważniejszym przedmiotem zainteresowań i prac naukowych są grupy literackie w Turcji od okresu Tanzymatu do czasów najnowszych.
W jego dorobku naukowym znajdują się książki, artykuły i referaty. Jest też autorem podręczników i skryptów, haseł encyklopedycznych, redaktorem naukowym książek, edytorem pracy pt. Historia Literatury Tureckiej i tłumaczem poezji Konstantego Ildefonsa Gałczyńskiego, Anny Świrszczynskiej, Marii Pawlikowskiej-Jasnorzewskiej, Tadeusza Różewicza, Edwarda Stachury i innych z języka polskiego na turecki.

## Publikacje książkowe
- Polska Bibliografia Turkologyczna, Wydawnictwo Agade, Warszawa 2012, (współautor: Tadeusz Majda)
- Osmanowie (praca zbiorowa, hasła dotyczą wielkie postaci, na arenie politycznej, w kręgu sztuki i nauki), Wydawnictwo Biblioteka Gazety Wyborczej, Warszawa 2011
- Tradycja i nowoczesność w literaturze tureckiej 1718–1895, Wydawnictwo Dialog, Warszawa 2009
- Leksykon wiedzy o Turcji, (praca zbiorowa – hasła dotyczące literatury tureckiej, szkolnictwa wyższego, sportu i zdrowia), Wydawnictwo Dialog, Warszawa 2004
- Mevlana – Nasz Pan, Drukarnia pl., Warszawa 2007, (współautor: Ewa Warowicka).
- Falih Rıfkı Atay Dil Yazıları / Artykuły Falih Rıfkı Ataya na temat języka, Wydawnictwo Yargı, Ankara 2002
- Wybor artykułów z polskiej prasy międzywojennej na temat Turcji z czasów wojny wyzwoleńczej i rządów Atatürka (19 maja 1919–1 września 1939) Wydawnictwo Dialog, Warszawa 2001, (współautor: Agnieszka Zastawna)
- Türkiye’de Edebiyat Toplulukları / Grupy literacki w Turcji, Wydawnictwo Dialog, Warszawa 2001. Wyd. II. Akçağ, Ankara 2003. Wyd. III. Akçağ, Ankara 2008. Wyd. IV. Akçağ, Ankara 2011
- Hisarda Kültür ve Sanat Konuşmaları / Rozmowy o kulturze i sztuce w czasopiśmie “Hisar”, Wydawnictwo Minister Kultury, Ankara 2001
- Cumhuriyet Dönemi Türk Edebiyatında Hisar Topluluğu ve Edebî Faaliyetleri / Grupa literacka Hisar i jej działalność w literaturze tureckiej okresu Republiki, Wydawnictwo Minister Kultury, Ankara 2000. Wyd. II. Akçağ, Ankara 2007